# Cherry Hinton
Cherry Hinton – dzielnica miasta Cambridge, w Anglii, w hrabstwie Cambridgeshire, w dystrykcie Cambridge. Leży 5 km na południowy wschód od centrum Cambridge i 79 km na północ od Londynu. W 2011 miejscowość liczyła 8780 mieszkańców. Cherry Hinton jest wspomniana w Domesday Book (1086) jako Hintone.